# 尹普美
尹普美（：／ Yoon Bo Mi；1993年8月13日—），韓國女歌手、演員，是韓國女子團體Apink成員，隊中擔任領唱及主舞。同時也是企劃組合Apink BnN成員之一。曾是JYP娛樂練習生。擁有跆拳道三段黑帶。2018年開辦個人YouTube頻道《뽐뽐뽐》。

## 个人生活
2024年4月23日，尹普美经纪公司证实其与音乐制作人黑眼必勝的Rado交往，此前媒体报道两人在2016年制作Apink专辑《Pink Revolution》时结缘，2017年起开始交往；尹普美在个人声明中透露两人在多次合作中渐生好感后发展成为恋人关系。

## 音樂作品

### 原聲帶
| 日期          | 專輯                                              | 歌曲                                | 備註                                       |
| 2015年6月16日 | SBS《 曖昧男女 OST Part 1》                       | Be Lovely（+Inst. & Acoustic Ver.） | 與瑟雍（2AM）                              |
| 2016年6月1日  | JTBC《Two Yoo Project - Sugar Man OST Part 33》   | SWEETY                              | 與李智慧（S#arp）、張錫賢（S#arp）、DinDin |
| 2016年8月28日 | tvN《灰姑娘與四騎士 OST Part 4》                  | Without You                         |                                            |
| 2017年8月14日 | KBS《學校2017 OST Part 6》                        | I Pray 4 You                        | 與金南珠（Apink）                          |
| 2018年11月4日 | KBS2《最完美的離婚 OST Part 5》                   | Wish You Are                        | 與金南珠（Apink）                          |
| 2019年2月14日 | SK Broad Band OKSUSU《討厭你！茱麗葉 OST Part 1》 | Strange                             | 與金南珠（Apink）                          |

### 廣告歌曲
- 2017年5月15日：尹普美《水原進行》

### 合作歌曲
| 年份   | 發佈日期 | 形式 | 專輯名稱                  | 歌曲名稱                   | 備註                                                                             |
| 2013年 | 12月2日  | 數位 | 《Let's Talk About You》  | 〈 Let's Talk About You 〉 | 與M.I.B                                                                          |
| 2015年 | 5月11日  | 數位 | 《I know I know》         | 〈 I know I know 〉        | 與David Oh                                                                       |
| 2015年 | 9月24日  | 數位 | 《Let's Eat Together》    | 〈Let's Eat Together〉     | 與尹賢尚                                                                         |
| 2016年 | 7月20日  | 數位 | Summer 11《Merry Summer》 | 〈我們的夜比你的白天更美〉 | 與金南珠、李碩薰、徐寅永、Chancellor、WuNo、Brother Su、LE、江敏希、楊多日、采妍 |
| 2018年 | 7月20日  | 數位 | 《Pretty Girl》           | 〈Pretty Girl〉            | 與MIGHTY MOUTH                                                                   |
| 2021年 | 8月1日   | 數位 | 《So Good》               | 〈So Good〉                | 與黃帝聖、梁世燦                                                                 |

### 詞曲作品
- 2016年12月15日：尹普美、金南珠《Dear》－〈Heaven〉填詞（與金南珠（Apink））
- 2016年12月18日：尹普美－〈再見goodbye〉作詞作曲（Pink Party演唱會Solo舞台）
- 2021年4月19日：Apink十周年紀念單曲〈Thank you〉填詞（與二段橫踢、禹泰雲）
- 2022年4月19日：Apink十一周年紀念單曲〈나만 알면 돼 (I want you to be happy)〉填詞（與朴初瓏，鄭恩地，金南珠，吳夏榮（Apink））

## 演出作品

### 電視劇
| 年份   | 电视台      | 劇集名稱               | 角色               | 性質     |
| 2012年 | tvN         | 《請回答1997》         | 雲宰媽媽(學生時期) | 特別出演 |
| 2017年 | tvN         | 《今生是第一次》       | 尹普美             | 配角     |
| 2019年 | SBS Mobidic | 《農夫士官學校》       | 姜寒星             | 主演     |
| 2019年 | SBS Mobidic | 《農夫士官學校2》      | 姜寒星             | 主演     |
| 2020年 | MBC         | 《拜託不要見那個男人》 | 文藝瑟             | 主演     |
| 2024年 | tvN         | 《淚之女王》           | 羅秘書             |          |

### 網路劇
| 日期   | 電視台             | 劇集名稱                 | 角色 | 性質 |
| 2015年 | NAVER tvcast／KBS1 | 《戀愛偵探夏洛克K》      | U-na | 主演 |
| 2020年 | Mnet               | 《歐巴，我幫你談戀愛吧》 | 敏珠 | 主演 |

### 音樂錄影帶
| 年份   | 歌曲名稱                                | 歌手                      | 備註                                                    |
| 2010年 | 《Beautiful》                           | BEAST                     | 與朴初瓏、孫娜恩、洪瑜暻、金南珠、吳夏榮（Apink）       |
| 2012年 | 《May Day》                             | Mario                     | 與許閣、朴初瓏、孫娜恩、洪瑜暻、金南珠、吳夏榮（Apink） |
| 2013年 | 《Marry me》                            | K-Hunter                  |                                                         |
| 2015年 | 《Let's Eat Together（밥 한 끼 해요）》 | Yoon Hyun SangFeat.尹普美 |                                                         |

## 主持

### 節目主持
| 播出日期                     | 電視台      | 節目名稱                  | 合作藝人                              | 備註    |
| 2013年7月17日—2015年7月8日   | MBC every1  | 《Weekly Idol》           | 鄭亨敦、Defconn、鄭鎰勳               |         |
| 2016年3月17日—6月9日         | K-STAR      | 《食神之路2 LIVE》        | 鄭埻夏、Don Spike、Haha、Mino、金南珠 |         |
| 2018年2月15日                | MBC         | 《偶像明星运动会》        | 与 利特 全炫茂                        | 主持人  |
| 2019年4月25日—5月30日        | Mnet        | 《TMI News》              | 全炫茂、朴俊亨、g.o.d、DinDin         |         |
| 2019年10月5日—2020年4月3日   | KBS2        | 《Battle Trip 戰鬥旅行》  | 金淑、金峻鉉                          | EP159起 |
| 2020年8月31日—10月24日       | KBS2        | 《Quiz上的Idol》          | 與金鍾旼（高耀太）、康男、Nichkhun    |         |
| 2020年9月20日—11月1日        | Lifetime    | 《Beauty Time Season 2》  | 與JooE(MOMOLAND)、李水京              |         |
| 2020年12月17日—2021年2月12日 | MBC Youtube | 《魔女們》                |                                       |         |
| 2021年6月2日—                | MBC         | 《魔女們2》               |                                       |         |
| 2022年6月14日－8月2日        | IHQ         | 《伊甸園，本能的後裔們》  | 李洪基、Simeez                        | 主持人  |
| 2022年11月15日—2023年1月3日  | IHQ         | 《伊甸園，本能的後裔們2》 | 李洪基、Simeez                        | 主持人  |

## 綜藝節目
- 2015年：MBC《真正的男人》
- 2016年：MBC《我們結婚了》固定出演
- 2018年：MBC《魔球團》
- 2018年：《無國界路邊攤》固定主持
- 2019年：SBS《傳說中的大魚》固定主持

## 獎項

### 大型頒獎禮獎項
| 年份 | 頒獎典禮                    | 獎項         | 獲獎作品     | 獲獎者 | 其他獲獎者 |
| ---- | --------------------------- | ------------ | ------------ | ------ | ---------- |
| 2024 | 《第6屆大田特殊影像電影節》 | 最佳女配角獎 | 《淚之女王》 | 尹普美 | －         |

## 外部連結
- 尹普美的Instagram帳戶
- 尹普美的X（前Twitter）
- 尹普美的新浪微博
- YouTube上的尹普美頻道
- 尹普美在互联网电影资料库（IMDb）上的資料（英文）